# 2949 Kaverznev
2949 Kaverznev eller 1970 PR är en asteroid i huvudbältet som upptäcktes den 9 augusti 1970 av Krims astrofysiska observatorium på Krim. Den har fått sitt namn efter den sovjetiske journalisten Aleksandr Kaverznev (1932–1983).
Asteroiden har en diameter på ungefär sex kilometer.